# Giancarlo Guerrini
Giancarlo Guerrini   (Roma, 29 de desembre de 1939 - Roma, 21 de març de 2025) fou un waterpolista i nedador italià, que va competir durant les dècades de 1950 i 1960.
El 1960 va prendre part en els Jocs Olímpics d'Estiu de Roma, on va guanyar la medalla d'or en la competició de waterpolo. Als Jocs de 1964 i 1968 fou quart en la mateixa competició.
En el seu palmarès també destaca una medalla d'or en el 4x200 metres lliures de les Universíades de 1959 i una medalla d'or i una de plata als Jocs del Mediterrani, d'or el 1963 i de plata el 1959.
El 2015 fou guardonat amb el Collar d'or al Mèrit Esportiu.